# 2004年热带风暴邦尼
热带风暴邦尼（英語：Tropical Storm Bonnie）是一场于2004年8月在佛罗里达州登陆的小型热带风暴，也是2004年大西洋飓风季的第二场风暴。邦尼于8月3日由小安的列斯群岛以东的一股东风波发展而成，并在穿过该群岛后因移动速度过快而消散，之后再在尤卡坦半岛附近重新增强为热带风暴。系统在墨西哥湾达到时速100公里的最高风速后转向东北，以风速每小时75公里的热带风暴强度袭击了佛罗里达州。接下来风暴加速朝东北行进，在新泽西州以东成为温带气旋。2004年大西洋飓风季中共有五个热带系统在佛罗里达州登陆，邦尼是其中的第一个，并且还是有纪录以来第二个在8月份达到热带风暴强度的热带扰动，截止2013年，这样的扰动一共只有8个。
邦尼造成的影响很小，加勒比海上主要出现的是小雨，而佛罗里达州的降水则引发了洪灾并造成轻微的损失。风暴导致美国东南部出现了多场龙卷风，导致三人死亡，经济损失超过100万美元。系统在佛罗里达州登陆的时间正好是飓风查理登陆的前一天，后者对美国造成了沉重的打击。

## 气象历史
7月29日，非洲海岸出现了一股东风波并进入大西洋，其向西移动的过程中获得了对流和中层环流，对流稳定增长，并在发展出低层环流中心后于8月3日在位于巴巴多斯以东约670公里处组织成这年的第二号热带低气压。低气压以每小时37公里的速度急速向西移动，于8月4日穿越小安的列斯群岛后退化成东风波。
东风波继续向西北偏西方向快速前进直至到达加勒比海西部。进入古巴以南海域后，系统速度减缓并重新产生对流，于8月8日再次发展成热带低气压。不过在操作上，系统归类仍属东风波直至一天以后。低气压穿越尤卡坦海峡后，于8月9日在位于尤卡坦半岛以北约115公里海域增强为热带风暴，美国国家飓风中心因此将其命名为“邦尼”（Bonnie）。

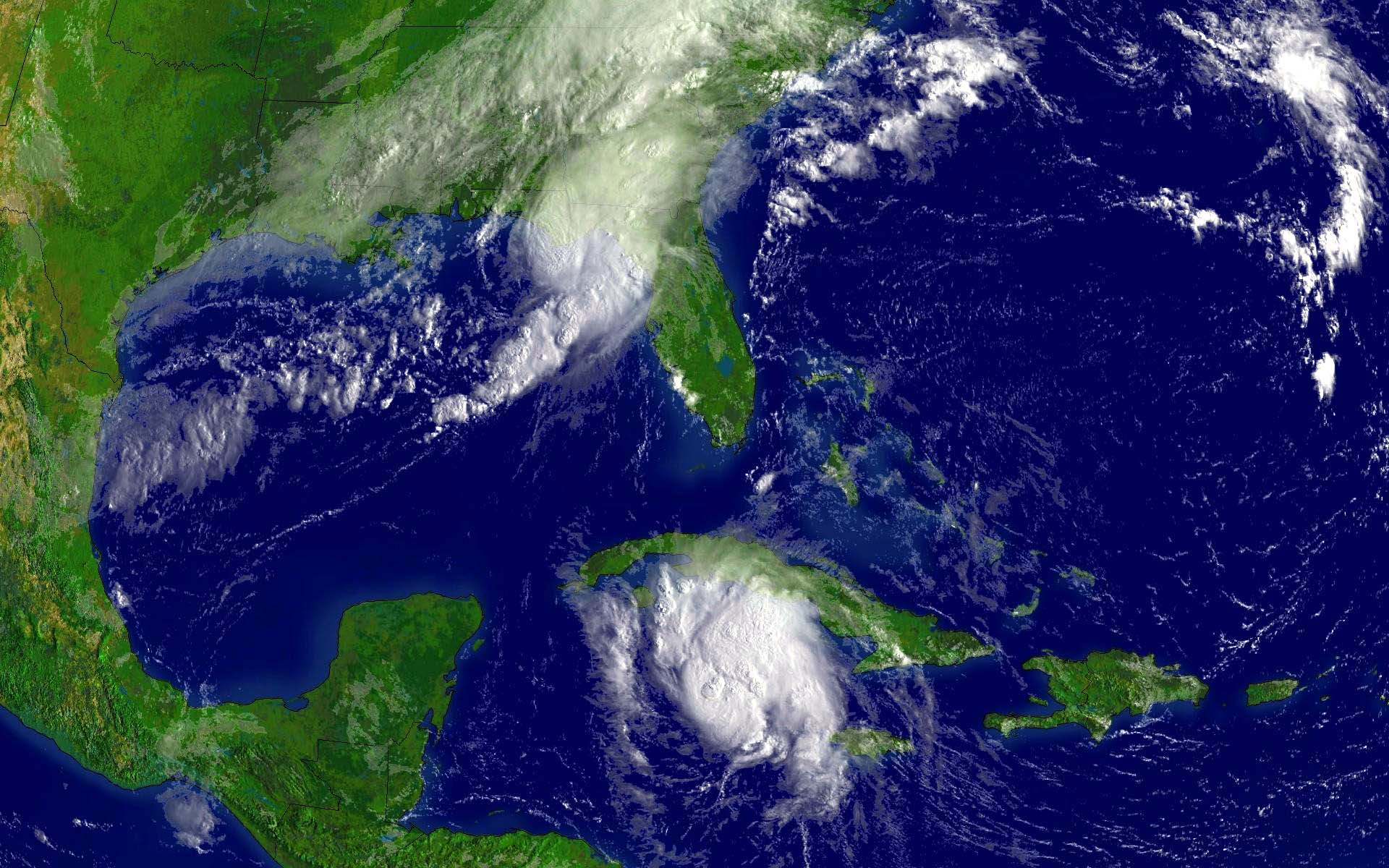
2004年8月12日，邦尼位于飓风查理的北面

邦尼继续向西北偏西方向移动，8月9日晚些时候，风暴中出现了一个15公里宽的风眼，这对于一个弱热带风暴来说很不寻常。由于北面一个中层脊的断裂，风暴转向北上并迅速增强。8月10日，系统曾短暂减弱，但次日又再度加强并达到风速每小时100公里的最高强度。之后不久，西南风向的强烈风切变打乱了风暴，令其再度减弱。8月12日，邦尼在阿巴拉契科拉以南不远处登陆，其时每小时风速有75公里，仍然达到热带风暴强度。系统登陆后迅速减弱成热带低气压，并加速朝东北方向穿越美国东南部。风暴先后沿乔治亚州、南卡罗莱纳州和北卡罗莱纳州海岸线平行移动，然后于8月14日在新泽西州以东失去热带特征。其残留低气压继续向东北前进，先后在马萨诸塞州和缅因州登陆，最终进入加拿大大西洋省份。

## 防灾措施
圣卢西亚在风暴经过小安的列斯群岛前约16小时发布了热带风暴警告。瓜德罗普、馬提尼克、多米尼克、荷屬聖馬丁、薩巴、圣尤斯特歇斯、波多黎各和美屬維爾京群島均发布了热带风暴观察预警。
由于还有飓风查理的威胁，邦尼迫使154个石油平台和32个石油钻机上的人员疏散。这次停止生产相当于损失了超过120万桶原油，占墨西哥湾年产油量的0.2%。天然气的开采也受到了影响，因风暴而减少的天然气产量占墨西哥湾日产量的7.4%。
早期预测认为邦尼的风速将达到每小时130公里，这已经在萨菲尔-辛普森飓风等级中达到一级飓风强度。为此佛罗里达州西北部的7个县共准备了15个避难所待命。风暴登陆前数小时开放了两个避难所，另有4个待命，该地区还部署了卫生和清洁队。加茲登縣、瓦古拉縣和萊維縣部分地区建议人们自愿性地予以撤离，还有多所学校暂时关闭。佛罗里达州州长傑布·布希宣布全州进入紧急状态。

## 影响
邦尼存在的大部分时间里都属于较弱的风暴，只给一些地区带去了小雨，造成的损失较小。这其中南、北卡罗莱纳州受到的影响最大，其生成的一场龙卷风造成三人丧生，导致了中等程度的经济损失。

### 加勒比海
系统还是热带低气压时快速穿越了小安的列斯群岛，因此大部分岛屿只受到了轻微的影响。例如圣卢西亚只出现了零星的小雨，伴随的持续风速为每小时32至40公里，阵风风速每小时55公里。但是，低气压给圣文森特和格林纳丁斯在24小时内带去的降雨量高达235毫米。暴雨堵塞了排水沟，附近的机场也因此被迫关闭。降雨还导致岛上的道路上到处都是碎屑。虽然系统在距尤卡坦半岛仅110公里的海域经过，但由于其规模很小，因此半岛上收获的降雨量仅为15毫米。

### 北美
邦尼给佛罗里达州聖羅薩縣的佩斯（Pace）带去了104毫米降水，阵风风速达到每小时68公里。风暴伴随着1.2米的风暴潮，中等强度的海浪造成了轻度海岸侵蚀。降雨和风暴潮导致多条道路被淹，泰勒县有两千位居民被迫撤离。大风吹倒了树木并造成部分地区停电。杰克逊维尔的一场龙卷风令多家商户和住宅受损。
邦尼在中大西洋各州引起了龙卷风的爆发。北卡罗莱纳州彭德縣的一场龙卷风摧毁了17户民宅，另有59户受损，还导致3人死亡和127万美元（2004年美元，相当于211萬2013年美元）的经济损失。风暴在加特利縣生成的海龙卷风袭击了一处露营地，9辆拖车受损，还有小船被摧毁。昂斯洛縣里奇兰（Richlands）的一场龙卷风也令多幢房屋受损。南卡罗莱纳州各地出现了多个龙卷风，共有9户民宅受损。丹維爾有多套房屋的屋顶和商店疑似受到龙卷风的破坏。南卡罗莱纳州降雨量最高的洛里斯达到154毫米，州内多地发生洪灾。美国国道501的部分路段积水有30厘米深，洪水冲毁了格林維爾縣的一条道路和一座桥梁。此外全州还有600人家中停电。
风暴的残余进入宾夕法尼亚州，给坦纳斯维尔（Tannersville）带去的降雨量达200毫米。降水导致斯库尔基尔河位于伯克縣北部伯尔尼（Berne）境内的河段水深达到最高的4米。该州东部有多条道路被洪水堵塞。此外邦尼产生的阵风还令数千户居民家中停电。系统在特拉华州产生了100毫米降雨，迫使100人因洪水撤离。洪水还令美国国道13部分路段封闭，紐卡斯爾縣有一条小河溢流，几家商店受到中等程度的洪水破坏。邦尼的残余水汽给缅因州带去了暴雨，局部地区降水量高达250毫米，导致该州东部多条道路被水淹没或冲蚀。阿魯斯圖克縣小镇圣弗朗西斯附近因降雨引发泥石流，将该县一条道路缩窄到只剩一车道。
变成温带低气压并与一个锋面系统结合的邦尼继续给加拿大带去降雨，新不倫瑞克的埃德门兹顿（Edmundston）达到最高的90毫米。这些降雨造成地下室水浸和道路冲蚀，埃德门兹顿还因路面被水冲蚀得过于光滑而引发了一起交通事故，导致一人死亡。

## 余波和纪录
邦尼在佛罗里达州登陆后只过了22小时，飓风查理就在乾龜群島上空经过。这是有纪录以来首次有两个热带风暴在一天时间内袭击佛罗里达州。2000年9月，飓风戈登和热带风暴海伦先后袭击该州，但两者相隔了五天。起初的纪录认为1906年大西洋飓风季中有两个风暴在12小时内袭击该州。但多年后的分析认为，当时一个疑似热带风暴的系统实际上只是热带低气压。邦尼是2004年大西洋飓风季中在佛罗里达州登陆的五个热带系统中的第一个，也是有纪录以来第二个在8月份达到热带风暴强度的热带扰动，截止2013年，这样的扰动一共只有8个。
由于邦尼袭击佛罗里达州后立即就有查理来袭，因此两场风暴所造成的损失难以区别。美国总统乔治·W·布什于2004年8月13日宣布佛罗里达州大部分地区为联邦灾区。